# لغات ناغا
لغات الناغا هي مجموعة جغرافية وعرقية من التبتيين البورميين، يتحدث بها في الغالب شعب ناغا.
لا تندرج لغات الناغا الشمالية ضمن المجموعة، على الرغم من أن مجموعات الناغا تتحدث بها؛ بل تشكل جزءًا من لغات سال ضمن اللغة الصينية التبتية، بينما تشكل لغات الناغا الجنوبية فرعًا ضمن فصيلة لغات كوكي-تشين.